# Andrea Appiani
Andrea Appiani (23. května 1754 Milán — 8. listopadu 1817 Milán) byl italský malíř období klasicismu.
Appiani byl synem lékaře a původně měl povoláním následovat otce. Nakonec ale zvítězilo výtvarné nadání. Jeho prvním učilištěm byla soukromá akademie malíře Carla Maria Giudiciho (1723–1804). Od roku 1769 byl žákem malíře fresek Antonia de Giorgiho ve škole při galerii Ambrosiana v Miláně. Do tajů olejové malby jej zasvětil Martin Knoller, anatomii a sochařství jej vyučoval Gaetano Monti.
Appiani se intenzivně zabýval i otázkami estetiky, v čemž jej podporoval básník Giuseppe Parini. Roku 1776 se Appiani vzdělával na Academia di belle arti di Brera, kde byl jeho učitelem Julien Traballesi. Svůj osobitý styl získal podrobným studiem děl klasiků italské malby, zejména Rafaela, Leonarda a Bernardina Luiniho.
Kromě cest do Paříže a Říma a v letech 1790–1791 do Florencie, Neapole a Parmy cestoval velmi málo a celý život prožil v Miláně, kde jsou jeho díla v mnoha palácích a kostelech. Napoleon jej jmenoval dvorním malířem a zajistil mu pevný roční příjem.
Po pádu Napoleona byl Appiani náhle zcela bez příjmu a psychicky deprimován zcela přestal malovat. Živil se jen prodejem svých děl. Po dvou infarktech zemřel v Miláně. K jeho nejlepším dílům je počítána fresková výzdoba královské vily v Monze (Amor a Psyché), malby v klenbě kostela Santa Maria di San Celso v Miláně a řada portrétů Napoleona Bonaparta a jeho rodiny i četných předních osobností konsulátu a císařství. V literatuře je Andrea Appiani nazýván „starší“, na rozdíl od „mladšího“, jeho prasynovce stejného jména, který byl malířem historických pláten v Římě. Další malíři stejného příjmení Francesco a Niccolo nebyli jeho příbuzní.

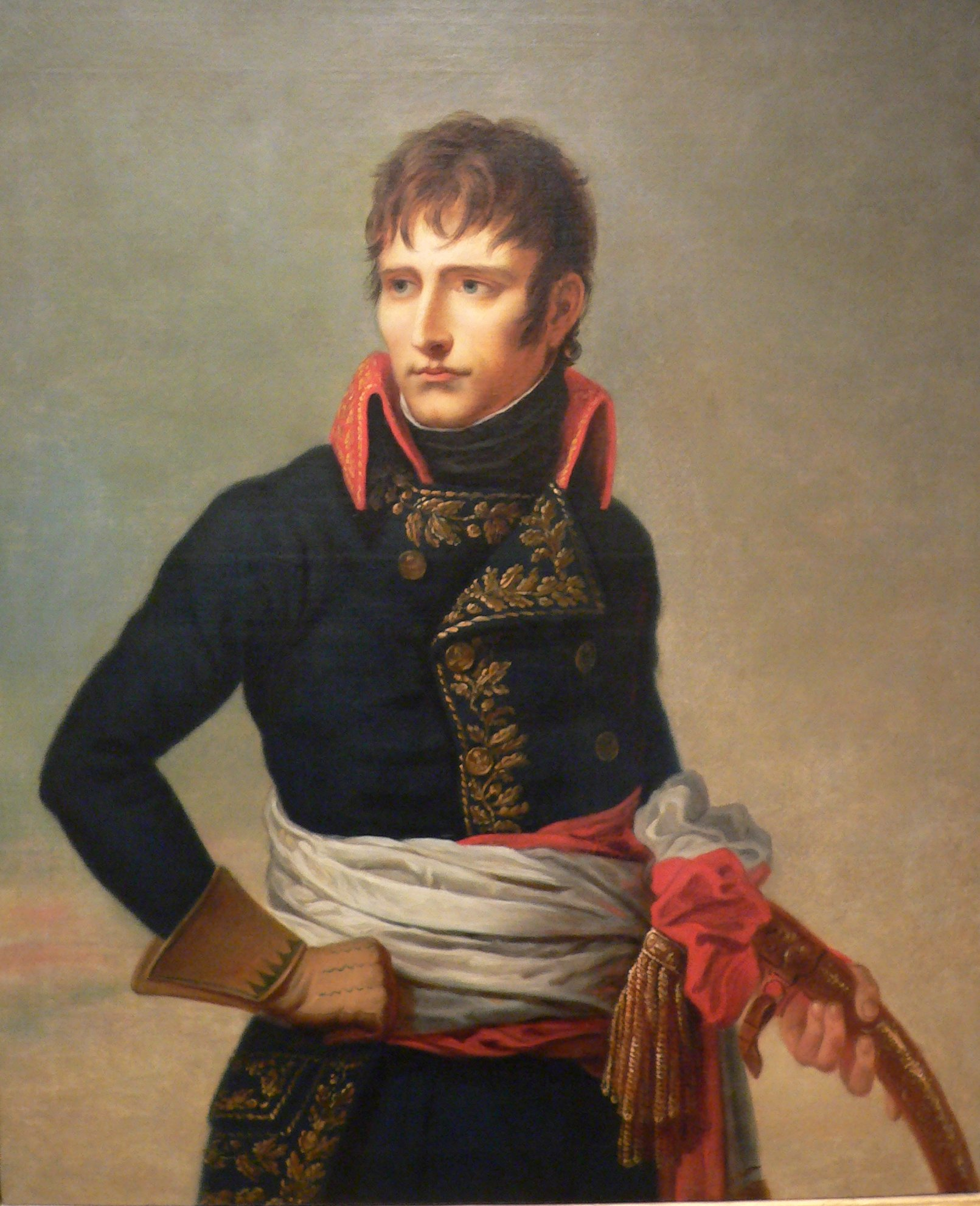
Napoleon
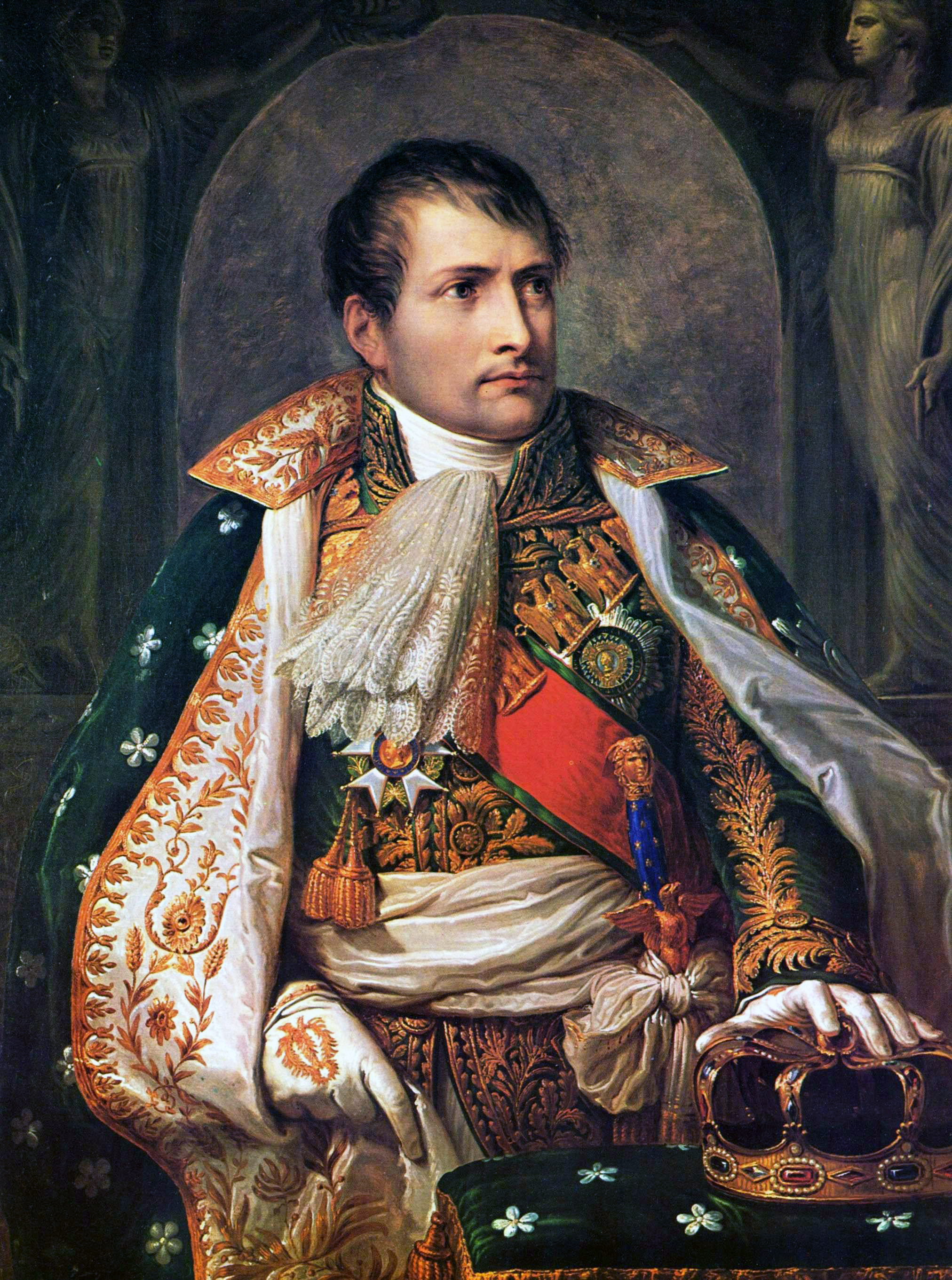
Napoleon (1805)
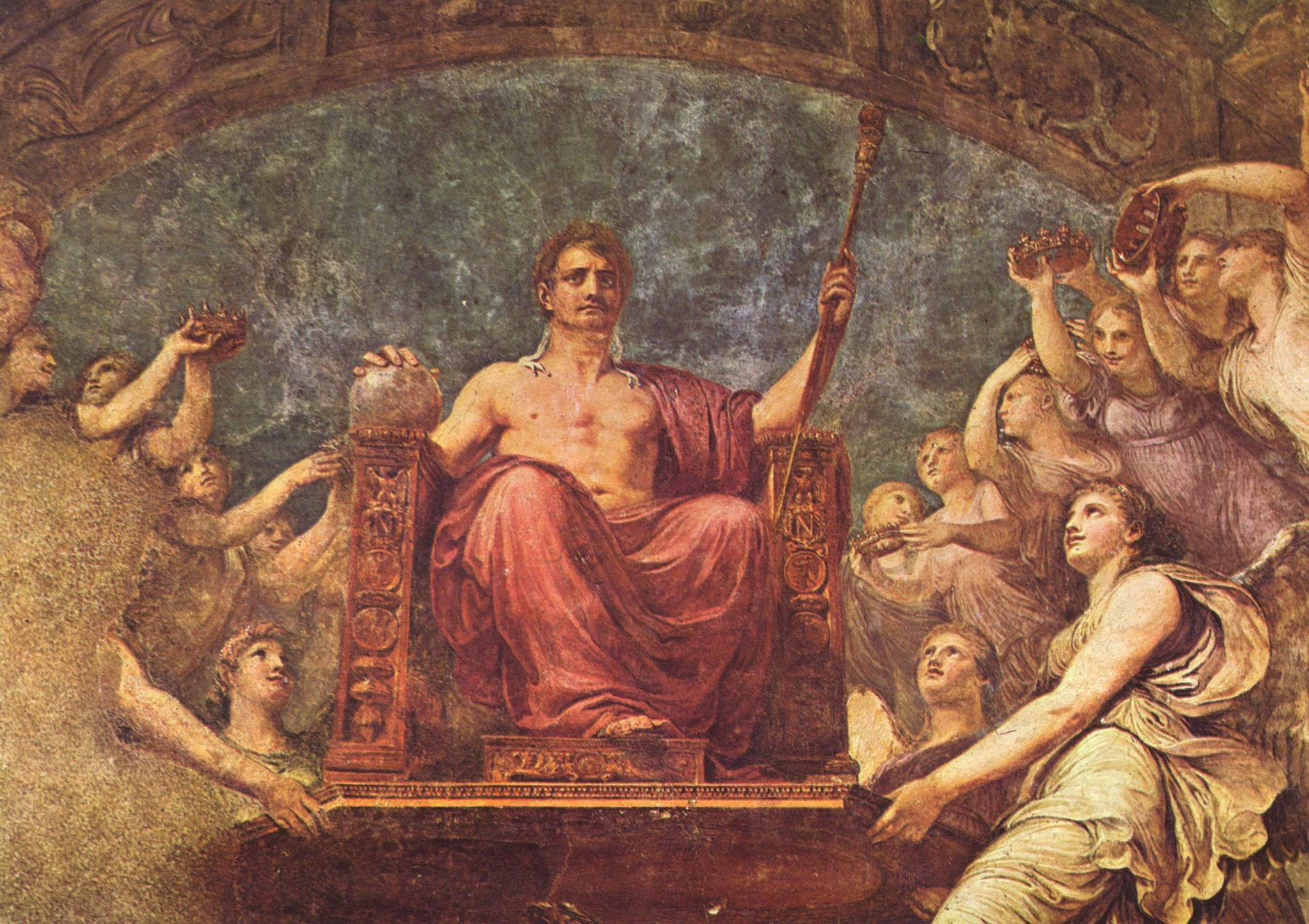
Napoleonova apotheosa (Palazzo Reale, Milano), 1807
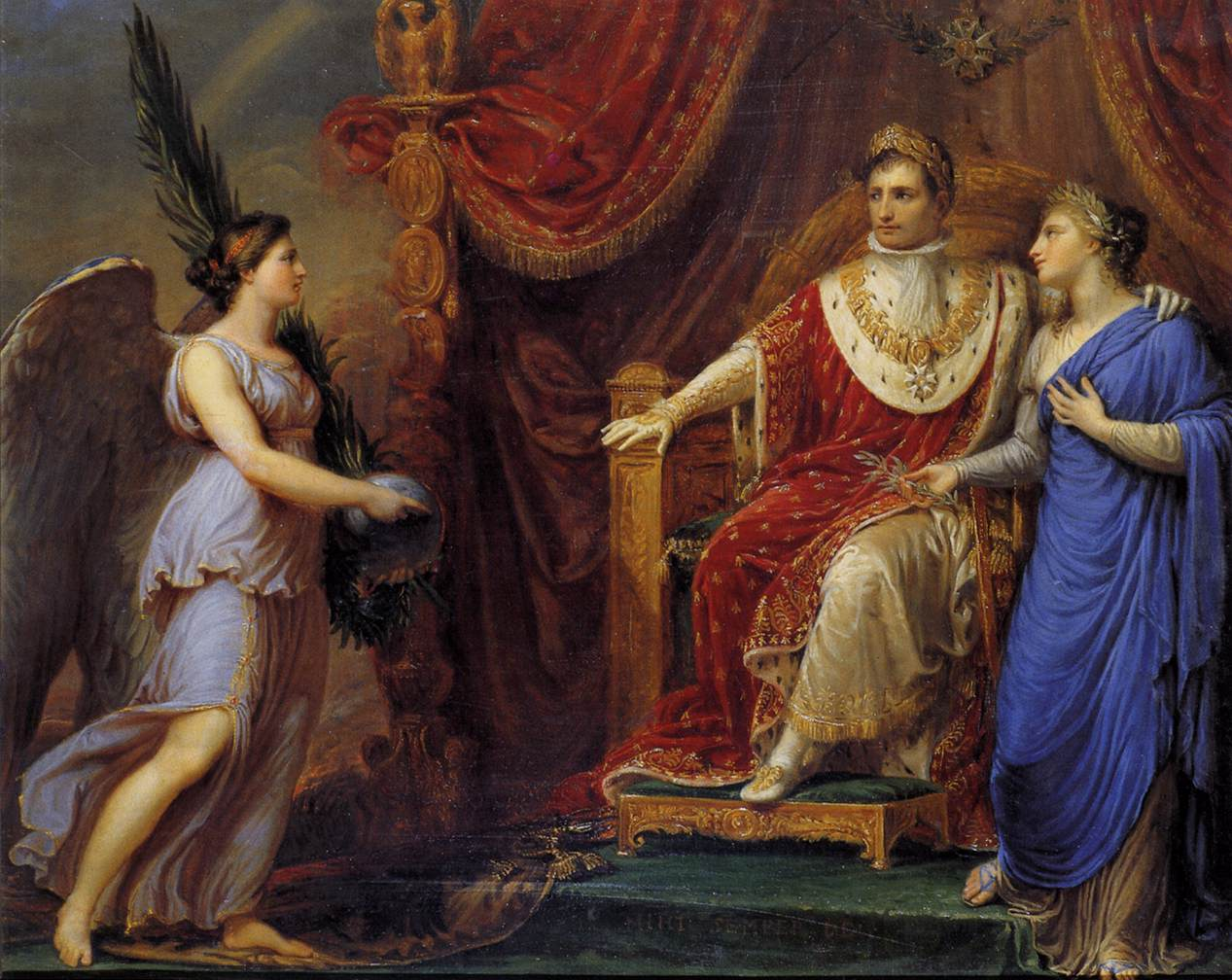
Alegorie míru
Portrét Eugèna de Beauharnaise
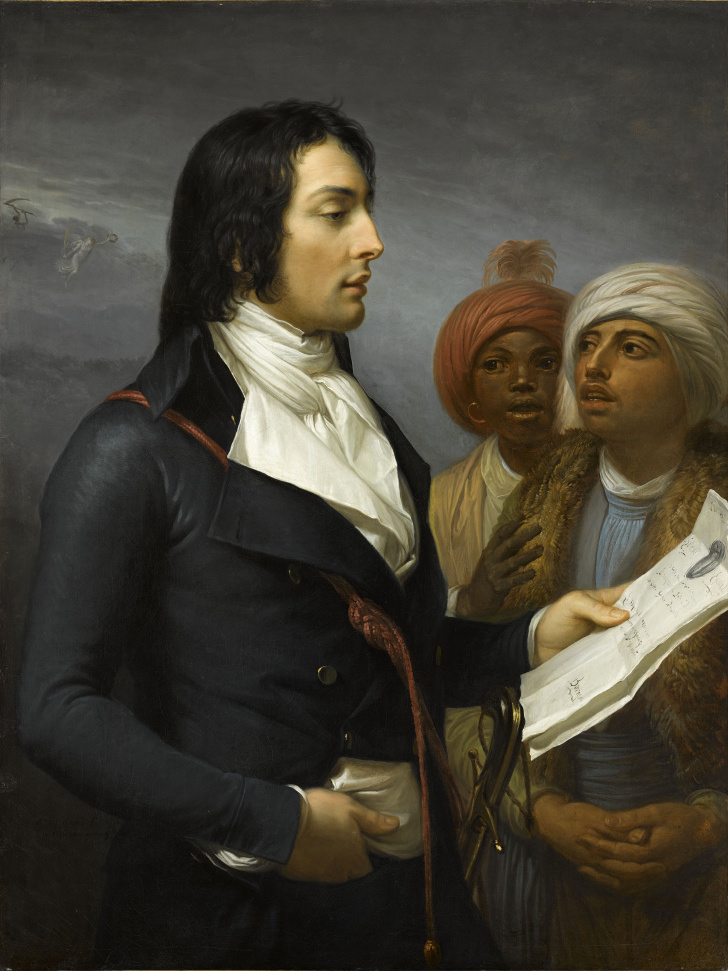
Portrét Louise Charlese Antoina Desaixe de Veygoux
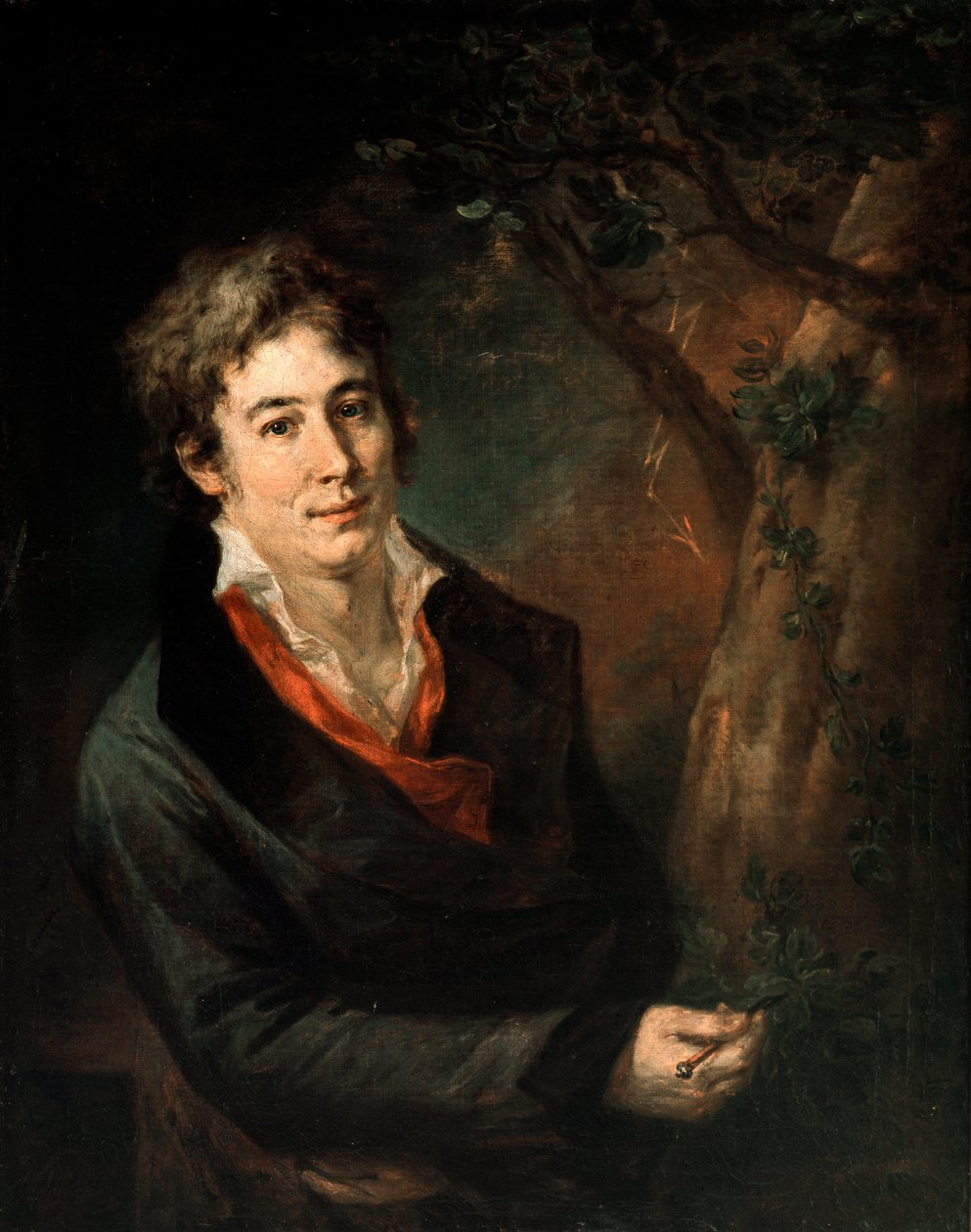
Básník Ugo Foscolo